# Один из нас (фильм, 1970)
«Оди́н из нас» — советский чёрно-белый художественный фильм, снятый в 1970 году режиссёром Геннадием Полокой на киностудии «Мосфильм».

## Сюжет
Действие фильма происходит в 1941 году.
Согласно данным, полученным НКВД, немецкая диверсионная группа планирует взорвать в Москве завод, на котором должно начаться производство реактивных миномётов («Катюш»).
Чтобы выяснить планы вражеских агентов, в том числе разведчиков, работающих под дипломатическим прикрытием в немецком посольстве, и не дать им осуществиться, НКВД направляет на завод под именем Николая Петрова, на которого рассчитывает немецкая разведка, очень похожего на него Сергея Бирюкова, далёкого от спецслужб командира запаса, человека «как все» (отсюда и название фильма: «Один из нас»). Чекисты полагают, что он сумеет войти в доверие к врагу.
Бирюков вступает в контакт с работающим под прикрытием в немецком посольстве офицером разведки Отто Брайером, а затем с прибывшим из Берлина для руководства операцией разведчиком Келлером; в дальнейшем, Бирюков выясняет, что взрыв завода назначен на 21 июня 1941 года (то есть, накануне нападения гитлеровской Германии на Советский Союз).
Благодаря инициативности и мужеству Сергея Бирюкова взрыв был предотвращён.
Среди 14 полнометражных игровых фильмов режиссёра Геннадия Полоки (1930–2014), которые он поставил, только три («Республика ШКИД», «Один из нас» и «Одиножды один») вошли в тысячу самых кассовых советских кинолент.

## В ролях
| Актёр              | Роль                                                                                      |
| ------------------ | ----------------------------------------------------------------------------------------- |
| Георгий Юматов     | Сергей Бирюков, бывший кавалерист, он же Николай Петров, сотрудник оборонного завода      |
| Дмитрий Масанов    | Седой, сотрудник НКВД                                                                     |
| Валентин Грачёв    | Иван Громов, сотрудник НКВД                                                               |
| Николай Гринько    | Зигфрид Келлер, агент немецко-фашистской разведки (Абвер); озвучивание — Вячеслав Тихонов |
| Фёдор Никитин      | Франц Редигер                                                                             |
| Игорь Дмитриев     | Отто Брайер                                                                               |
| Аркадий Толбузин   | Виктор Александрович Степанов, изменник Родины, немецкий шпион                            |
| Тамара Сёмина      | Таня, немецкая шпионка                                                                    |
| Ирина Короткова    | Зина, секретарь директора завода                                                          |
| Николай Граббе     | «Грузчик», преступник                                                                     |
| Николай Конюшев    | «сотрудник охраны», НКВДшник Сулейман                                                     |
| Иван Рыжов         | Пантелеймон Ксенофонтович Осипов, сотрудник склада, изменник Родины, из «бывших»          |
| Людмила Гурченко   | Клава Овчарова                                                                            |
| Татьяна Конюхова   | сотрудница НКВД                                                                           |
| Людмила Шагалова   | Муся, партнёрша «Грузчика»                                                                |
| Александр Гречаный | начальник отдела кадров                                                                   |

## Съёмочная группа
- Авторы сценария: Алексей Нагорный, Гелий Рябов
- Режиссёр: Геннадий Полока
- Операторы: Генри Абрамян, Самуил Рубашкин
- Композитор: Эдуард Хагагортян

## Музыка и песни
Для фильма Владимиром Высоцким было написано три песни, две из них вошли в фильм с музыкой Хагагортяна:
- «Бросьте скуку, как корку арбузную …» — в фильм не вошла;
- Романс («Она была чиста, как снег зимой…») — в фильме исполняет Г. Юматов
- Танго («Как счастье зыбко!…»)

По мотивам одного из эпизодов фильма группой «Пикник» в альбоме «В руках великана» была выпущена песня «Фильм окончен».

## Производство

### Подбор актёров
По словам режиссёра, роль Бирюкова была написана для Владимира Высоцкого, однако его не утвердил художественный совет.
Узнав о решении худсовета, Высоцкий сам привёл к Полоке Георгия Юматова.
В роли Тани, немецкой шпионки, начала сниматься Лариса Лужина, но она попала в больницу с инсультом. Отснятые сцены были пересняты с Тамарой Сёминой.

## Критика

### Со стороны историков
Историки С. Девятов, Ю. Борисенок, В. Жиляев и О. Кайкова отметили, что в фильме нет совсем исторической достоверности; историки указали, что гитлеровские агенты в Москве накануне войны были, но в гораздо меньшем количестве и не с такими замыслами.

### Со стороны киноведов
О тонкой грани между «серьёзом» и пародией в фильме писал в «Советской экране» литературный и кинокритик Лев Аннинский (1934–2019): 
«Г. Полока делает внешнее соединение традиционных детективных штампов, … почти фантастическим, внутри же прячет серьёзность. Он строит свою ленту так, что вы чувствуете призрак пародийности, но как–то не успеваете отдать себе в этом отчёт: в характерах есть какая–то всамделишность, и она тормозит вашу улыбку, словно «пародийность» есть тот самый агент, которого вам подставили, и на которого вы должны клюнуть» (Аннинский, 1971: 2).

Отмечается, что автор 
очень тонко играл со стереотипами советской «шпионской серии» 1930–х, используя суперположительный имидж Георгия Юматова (1926–1997) таким образом, что его персонаж напоминал сразу всех знаменитых кинокрасавцев 1930–х, в первую очередь – Сергея Столярова…
Киновед Олег Ковалов: 
«Один из нас» – 
«самая филигранная по точности, беспрецедентная по смелости высказывания и неожиданная для советских экранов пародия Полоки… Сюжет фильма … был идейно безупречен — советский парень внедрялся в аппарат нацистской разведки и срывал её планы, но решался в форме пародии на «шпиономанские» ленты 30–х годов. В то славное время на советские экраны во множестве выходили фильмы, живописавшие козни «врагов народа», маскирующихся шпионов и диверсантов. Многое в подобных произведениях само по себе подходило к опасной грани невольной пародийности. ... Однако и безобидная вроде бы пародия на жанр в глазах цензуры была нежелательной. Создавая «комический образ» произведения, она делала смешными сакральные фигуры советской мифологии вроде работников милиции или разведчиков. Грань между высмеиванием локального жанра и разоблачением тотальной официальной пропаганды здесь размывалась, рождая самые нежелательные обобщения. … фильм Полоки высмеивал не «шпионские» детективы, а мрачную социальную мифологию времён «Большого Террора», и вообще — официозную пропаганду. Но самым главным был «Третий план» этой пародии, заставляющий размышлять уже не столько о жанрах или пропаганде, сколько о социальной истории: режиссёр подталкивал зрителя к выводам, совсем неожиданным в «патриотической» истории — фильм изображал, как человек становится заложником равно зловещих ведомств, и размышлял о цене личности в эпоху диктатур. Он был снят в эстетике «ретро» задолго до рождения этого стиля, а иронической интонацией напоминал ленты «пражской весны» — тем удивительнее было его появление в Советском Союзе после её разгрома. Столь сложные, «слоистые» конструкции фильмов Полоки могли бы сделать их достоянием исключительно синефилов — однако даже фильм «Один из нас», учитывая небольшое число отпечатанных копий, имел приличный кассовый успех: в 1971–м году его посмотрело 27,8 млн. зрителей. Возможно, фильмы Полоки стали истинно народными, потому что — отечественную историю и мифы о советском времени он выразил через призму кинематографа тех же времён. Наследуя авангардной традиции и находясь в оппозиции и к ведущим эстетическим течениям второй половины XX века, режиссёр создал свой собственный яркий образный мир. Мы смотрим его картины, плачем, смеёмся и радуемся» (Ковалов, 2010).
Киновед Александр Фёдоров: 
«Это не просто хороший фильм. Это шедевр. … Учитывая то, что снят он был в 1970 году, просто диву даёшься, как его тогда пропустили. Игра актёров великолепна, причем всех без исключения. Все, все сногсшибательны» (Александр Фёдоров).
Мнение кинокритика С. Кудрявцева: 
«больше всего мешал такому неожиданному восприятию этой картины популярный актёр Георгий Юматов, который чаще ассоциировался именно с героическим имиджем» (Кудрявцев, 2007).